# المحيط (أسماء الله الحسنى)
المحيط هو من أسماء الله الحسنى، اسم فاعل، ومعناه: الّذي أحاط بكلّ شيء علمًا، وقدرةً، ورحمةً، وقهرًا.

## في القرآن الكريم
قد ورد في القرآن ثماني مرات:
- ﴿وَاللَّهُ مُحِيطٌ بِالْكَافِرِينَ﴾ سورة البقرة:19
- ﴿إِنْ تَمْسَسْكُمْ حَسَنَةٌ تَسُؤْهُمْ وَإِنْ تُصِبْكُمْ سَيِّئَةٌ يَفْرَحُوا بِهَا وَإِنْ تَصْبِرُوا وَتَتَّقُوا لَا يَضُرُّكُمْ كَيْدُهُمْ شَيْئًا إِنَّ اللَّهَ بِمَا يَعْمَلُونَ مُحِيطٌ ۝١٢٠﴾ سورة آل عمران:120
- ﴿يَسْتَخْفُونَ مِنَ النَّاسِ وَلَا يَسْتَخْفُونَ مِنَ اللَّهِ وَهُوَ مَعَهُمْ إِذْ يُبَيِّتُونَ مَا لَا يَرْضَى مِنَ الْقَوْلِ وَكَانَ اللَّهُ بِمَا يَعْمَلُونَ مُحِيطًا ۝١٠٨﴾ سورة النساء:108
- ﴿وَلِلَّهِ مَا فِي السَّمَاوَاتِ وَمَا فِي الْأَرْضِ وَكَانَ اللَّهُ بِكُلِّ شَيْءٍ مُحِيطًا ۝١٢٦﴾ سورة النساء:126
- ﴿وَلَا تَكُونُوا كَالَّذِينَ خَرَجُوا مِنْ دِيَارِهِمْ بَطَرًا وَرِئَاءَ النَّاسِ وَيَصُدُّونَ عَنْ سَبِيلِ اللَّهِ وَاللَّهُ بِمَا يَعْمَلُونَ مُحِيطٌ ۝٤٧﴾ سورة الأنفال:47
- ﴿قَالَ يَا قَوْمِ أَرَهْطِي أَعَزُّ عَلَيْكُمْ مِنَ اللَّهِ وَاتَّخَذْتُمُوهُ وَرَاءَكُمْ ظِهْرِيًّا إِنَّ رَبِّي بِمَا تَعْمَلُونَ مُحِيطٌ ۝٩٢﴾ سورة هود:92
- ﴿أَلَا إِنَّهُمْ فِي مِرْيَةٍ مِنْ لِقَاءِ رَبِّهِمْ أَلَا إِنَّهُ بِكُلِّ شَيْءٍ مُحِيطٌ ۝٥٤﴾ سورة فصلت:54
- ﴿اللَّهُ الَّذِي خَلَقَ سَبْعَ سَمَاوَاتٍ وَمِنَ الْأَرْضِ مِثْلَهُنَّ يَتَنَزَّلُ الْأَمْرُ بَيْنَهُنَّ لِتَعْلَمُوا أَنَّ اللَّهَ عَلَى كُلِّ شَيْءٍ قَدِيرٌ وَأَنَّ اللَّهَ قَدْ أَحَاطَ بِكُلِّ شَيْءٍ عِلْمًا ۝١٢﴾ سورة الطلاق:12

## الأقوال في معناه
- قال الحليمي:[4]«ومنها المحيط ومعناه: الذي لا يقدر على الفرار منه، وهذه الصفة ليست حقاً إلا لله جل ثناؤه، وهي راجعة إلى كمال العلم والقدرة، وانتفاء الغفلة والعجز عنه»
- قال السعدي :[2]«المحيط بكل شيء علماً وقدرةً ورحمةً وقهراً»
- وقال الزجاجي:[5]«فالله عز وجل محيط بالأشياء كلها؛ لأنها تحت قدرته، لا يمكن شيئا منها الخروج عن إرادته فيه، ولا يمتنع عليه منها شيء، وقد قال الله تعالى عز وجل: أَحَاطَ بِكُلِّ شَيْءٍ عِلْمًا [الطلاق: 12]، أي: علم كل شيء على حقيقته، بجميع صفاته فلم يخرج شيء منها عن علمه، وقد قال الله تعالى: ﴿وَاللَّهُ مُحِيطٌ بِالْكَافِرِينَ﴾ سورة البقرة:19 قال المفسرون: تأويله: مهلك الكافرين، حقيقته أنهم لا يعجزونه ولا يفوتونه فهو محيط بهم، ثم قال: وحقيقة الإحاطة بالشيء: ضم أقطاره ونواحيه وتصييره وسطاً، كإحاطة البيت بمن فيه، والأوعية بما يدور عليه، ثم اتسع فيه»
- قال الطبري :[6]«﴿أَلَا إِنَّهُ بِكُلِّ شَيْءٍ مُحِيطٌ﴾ سورة فصلت:54: يقول تعالى ذكره ألا إن الله بكل شيء مما خلق محيط علما بجميعه وقدره عليه، لا يعزب عنه علم شيء منه أراده فيفوته، ولكنه المقتدر عليه العالم بمكانه»
- قال الخطابي:[7]«المحيط هو الذي أحاطت قدرته بجميع خلقه، وهو الذي أحاط بكل شيء علما، وأحصى كل شيء عدداً»
- قال الأصبهاني:[8]«المحيط هو: الذّي أحاطت قدرته بجميع خلقه، وهو الّذي أحاط بكلّ شيء علما، وأحصى كلّ شيء عددا»
- قال البيهقي:[9]«المحيط هو الّذي أحاطت قدرته بجميع المقدورات، وأحاط علمه بجميع المعلومات»